# 215809 Hugoschwarz
215809 Hugoschwarz este un asteroid din centura principală de asteroizi.

## Descriere
215809 Hugoschwarz este un asteroid din centura principală de asteroizi. A fost descoperit pe 14 septembrie 2004 la Uccle de Peter De Cat. Asteroidul prezintă o orbită caracterizată de o semiaxă mare de 2,45 ua, o excentricitate de 0,20 și o înclinație de 1,5° în raport cu ecliptica.